# Sega Virtua Processor
El Sega Virtua Processor (Procesador Virtual de Sega) (SVP para abreviar) es un procesador digital de señales (DSP en inglés) introducido por Sega en 1994 para expandir las capacidades 3D de su consola Mega Drive (Sega Genesis en Estados Unidos). Es la respuesta de Sega al Procesador 
Super FX de Nintendo usado en ciertos cartuchos de SNES.

## Detalles técnicos
El SVP es un procesador Samsung SSP1601 Fixed Point DSP de 16-bit con la marca de SEGA. Por mucho tiempo se pensó que sería un SH-x DSP. Esta presunción se basaba en el hecho de que Sega había usado chips SH-1 y SH-2 para sus consolas 32-X y Saturn, respectivamente.
El único uso que se le dio al SVP fue en la versión de Mega Drive/Genesis de Virtua Racing. Su principal tarea era calcular los gráficos poligonales del 
juego. El propósito principal del SVP era renderizar polígonos como patrones de 8x8, que el programa del juego transfería a la VRAM desde los 128K de RAM que eran usados por el DMA. El SVP corre a 23 MHz y puede calcular de 300 a 500 polígonos/cuadros(frames) a una velocidad de 15 cuadros por segundo 
(hasta 6,500 polígonos por segundo) con un máximo de 16 colores. Debido al calor que  producía el cartucho durante su operación, este tenía su propio mini-difusor de calor interno.

## Usos
Artículo principal: Virtua Racing
Al momento de su lanzamiento, el SVP hizo que el precio del cartucho de Virtua Racing fuese elevado (el juego costaba £70 en Reino Unido, $100 en EE. UU.), lo que 
fue la causa principal de que el chip se usara solo en Virtua Racing. Sega of America comenzó el desarrollo de la consola 32X en esa misma época.

## Emulación
Varios programas han logrado emular el SVP. Entre ellos está el emulador PicoDrive, cuyo código fuente está disponible; Genesis Plus GX para la consola GameCube y Wii, utilizando el Twilight Hack y el Canal Homebrew para correr en modo Wii; Regen; y Kega Fusion a partir de la versión 3.6.
- Datos: Q1456333